# مانولو بورتانوفا
مانولو بورتانوفا (مواليد 2 يونيو 2000) هو لاعب كرة قدم إيطالي يلعب في مركز الوسط في نادي يوفنتس للشباب.

## روابط خارجية
- مانولو بورتانوفا على موقع الاتحاد الأوربي (الإنجليزية)
- مانولو بورتانوفا على موقع قاعدة بيانات كرة القدم.إي يو (الإنجليزية)
- مانولو بورتانوفا على موقع ليكيب (الفرنسية)
- مانولو بورتانوفا على موقع Soccerway.com (الإنجليزية)
- مانولو بورتانوفا على موقع عالم كرة القدم.نت (الإنجليزية)